# واتسون (ویرجینیای غربی)
واتسون (به انگلیسی: Watson) یک منطقهٔ مسکونی در ایالات متحده آمریکا است که در شهرستان ماریون، ویرجینیای غربی واقع شده‌است. واتسون ۲۹۴٫۱۴ متر بالاتر از سطح دریا واقع شده‌است.